# Hwang Min-kyoung
Hwang Min-kyoung (ur. 2 czerwca 1990 w Seongnam w Korei Południowej) – południowokoreańska siatkarka, grająca jako przyjmująca. Obecnie występuje w drużynie Korea Highway Corp..